# Rafael Czichos
Rafael Czichos (Dzsidda, Szaúd-Arábia, 1990. május 14. –) német labdarúgó, hátvéd.